# Последняя футуристическая выставка картин «0,10»
Последняя футуристическая выставка картин «0,10» (ноль-десять) — художественная выставка, проходившая в художественном бюро Надежды Добычиной (Дом Адамини) на Марсовом поле в Петрограде с 19 декабря 1915 года по 17 января 1916 года. На выставке были показаны работы Казимира Малевича и его соратников, представивших новое направление в русском авангарде — супрематизм.

## Название
«Последней футуристической» выставка была названа из-за желания организаторов завершить футуристический период в русской живописи и обозначить переход к супрематизму.
«0,10» — это не одно число (одна десятая), а числа ноль и десять, перечисленные через запятую. Ноль означает отсутствие (нулевое количество) предметных форм в супрематизме. Десять означало количество художников, планировавших участвовать в выставке, но когда участников стало четырнадцать, название не было изменено.

## История
Выставка была организована по инициативе Ивана Пуни. Соратники Малевича не были готовы полностью принять супрематизм и признать его наследником футуризма, поэтому Малевичу не разрешили дать своим картинам название «Супрематизм» ни в каталоге, ни в экспозиции. Полотна носили сложные, развёрнутые названия, что было связано с запретом на название «супрематизм» лишь отчасти.
Картины вывешивались в ночь перед открытием лично Малевичем, чтобы никто раньше времени их не увидел. За несколько часов до вернисажа он написал от руки несколько плакатов с надписью «супрематизм живописи» для неподготовленной публики. На вернисаже распространялась книга-манифест «От кубизма к супрематизму. Новый живописный реализм», изданная Михаилом Матюшиным.
В красном углу помещения, где у славян всегда висят иконы, Малевич водрузил «Чёрный квадрат», указанный в каталоге как «Чёрный четырёхугольник» и ставший благодаря выставке известнейшей картиной русской авангардной живописи, которую затем прозвали «иконой русского авангарда». Были выставлены и другие картины Малевича, в том числе «Чёрный крест», «Чёрный круг», «Красный квадрат», а также полотна его сотоварищей и учеников. 50 % от чистой прибыли поступали в распоряжение Лазарета деятелей искусств.

## Критика
Событие имело широкий отклик в художественных кругах. Хотя сейчас выставка считается большинством искусствоведов выдающимся достижением русского авангарда, изначально она вызвала скорее скептическую реакцию. Художник Александр Бенуа резко раскритиковал её и, в особенности, «Чёрный квадрат», многие критики были недовольны тем, что Малевич повесил картину в угол, где обычно висят иконы.

## Участники
Многие художники принимали участие ещё в Первой футуристической выставке «Трамвай В», проходившей в марте того же года.
- Казимир Малевич
- Владимир Татлин
- Иван Пуни
- Любовь Попова
- Иван Клюн
- Ксения Богуславская
- Ольга Розанова
- Надежда Удальцова
- Натан Альтман
- Василий Каменский
- Вера Пестель
- Мария Васильева
- Анна Кириллова
- Михаил Меньков

### Объединение «0,10»
В апреле 1917 года было создано объединение художников-авангардистов с названием «0,10», состоявшее из участников выставки.